# Aechmalotus pyrula
Aechmalotus pyrula är en plattmaskart som beskrevs av Beklemischev 1915. Aechmalotus pyrula ingår i släktet Aechmalotus och familjen Hallangiidae.
Artens utbredningsområde är Norra Ishavet. Inga underarter finns listade i Catalogue of Life.